# Tleskač

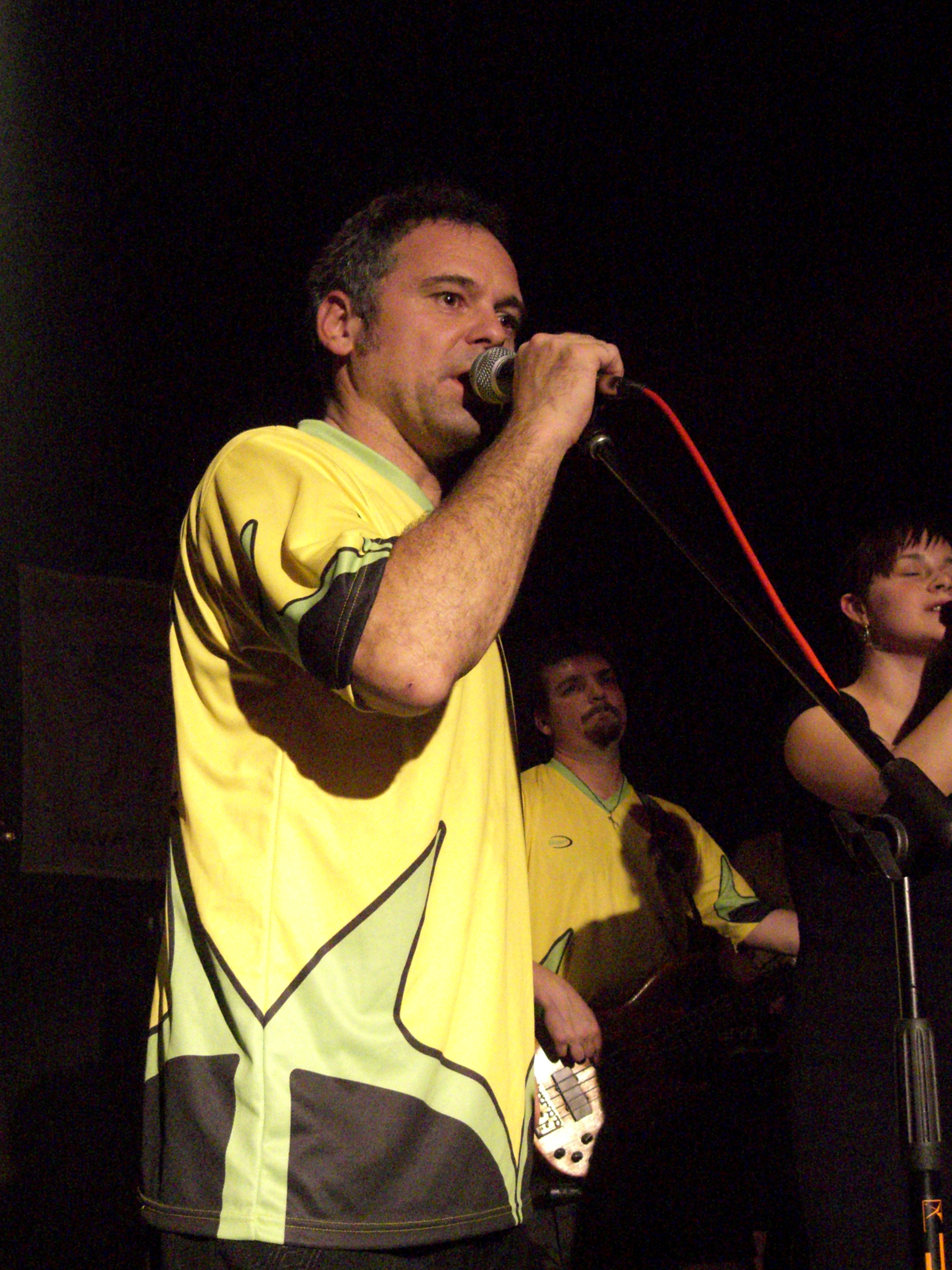
Zpěvák Miroslav Císler

Tleskač byla česká kapela aktivní v letech 2000 až 2013.

## Historie
Kapela vznikla 1. 1. 2000 pět minut po půlnoci v plzeňském hudebním klubu Divadlo pod lampou. Po přípitku tří členů punkové kapely Požár mlýna – baskytaristy Jiřího „Friga“ Sýkory, bubeníka Petra „Bejdžána“ Bejlka a zpěváka Miroslava „Prasopsa“ Císlera se začal rozvíjet jejich nápad založit kapelu, která bude podle jejich představ hrát ska.
Na podzim 2000 začaly první zkoušky a trio se rozšířilo o kytaristu Jiřího Kyliše, tenorsaxofonistu Štěpána Slezáčka, pozounistu Michala Sloupa a klávesistu Jana Mráze. Záhy se k zúčastněným přidal altsaxofonista Pavel Halík a teprve patnáctiletá zpěvačka Olga Konopíková.
Po deseti měsících zkoušek se v Divadle pod lampou konal první koncert pro 200 osob. V létě příchodem trumpetisty Karla Kolesy stoupl počet členů kapely na deset.
V zimě roku 2002 se rozloučil kytarista Jiří Kyliš a na jeho místo nastoupil Vladimír Bareš. V tomto složení byl odehrán pro kapelu zásadní koncert na Litoměřickém kořenu v létě 2003, kde začala spolupráce s hudebním vydavatelstvím Black Point. Pod jeho křídly na jaře 2004 vydal Tleskač své debutové album Ska z Česka.
V listopadu 2006 vydala kapela své druhé CD s názvem Na předměstí Bory.
V roce 2010 opustila kapelu zpěvačka Olga Konopíková. Nahradila ji Karolína Jägerová; s ní také kapela nahrála v roce 2011 své třetí CD Never Die Songs.
V září 2012 oznámili tři členové kapely, včetně frontmana Miroslava Cislera, odchod ze skupiny, v prosinci se kapela prakticky rozpadá odchodem dalších pěti členů. Během ledna 2013 vyhledá kapelník Jiří Sýkora nové členy na všech postech a od února kapela opět funguje, ovšem 29. listopadu 2013 kapela opět ukončuje aktivní činnost

## Kapela
- Otto Weiss – zpěv
- Kristýna Peteříková – zpěv
- Jiří Sýkora – baskytara, zpěv, kontrabas, kapelník
- Jan Nedoma – kytara
- Martin Bělohlávek – klávesy
- Ivan Audes ml. – bicí
- Jakub Ševčík – trumpeta
- Michal Dolejš – alt- a barytonsaxofon,
- Václav Vondrášek – trombon

## Diskografie
- Záznam koncertu z Divadla pod lampou (2002)
- Ska z Česka (2004)
- Na předměstí Bory (2006)
- Jan Tleskač Story Live at Akropolis - DVD (listopad 2009)
- Never Die Songs (2011)